# الكلية الأمريكية للحساسية والربو والمناعة
الكلية الأمريكية للحساسية والربو والمناعة (بالإنجليزية: American College of Allergy, Asthma and Immunology)‏ وتُدعى اختصارًا ACAAI، هي جمعية مهنية لأخصائي المناعة والربو والحساسية. يقع المقر الرئيسي لها في أرلينغتون هايتس في إلينوي في الولايات المتحدة.

## روابط خارجية
- الموقع الرسمي